# NGC 2320
NGC 2320 è una galassia ellittica situata nella costellazione della Lince, a una distanza di circa 290 milioni di anni luce dalla nostra Via Lattea.

## Scoperta
La galassia è stata scoperta il 28 dicembre 1790 dall'astronomo britannico di origine tedesca William Herschel.

## Descrizione
Nella stessa regione di cielo si trovano anche le galassie NGC 2315, NGC 2321, NGC 2322 e NGC 2326.

## Supernova
L'11 gennaio, all'interno di NGC 2320 è stata scoperta la supernova SN 2000B dall'astronomo amatoriale francese Pierre Antonini dall'Osservatorio di Bédoin. La supernova è stata classificata di tipo Ia.